# واردان سوم مامیکونیان
وارطان سوم مامیکونیان (ارمنی: Վարդան Գ Մամիկոնյան یا وارطان مامیکونیان کوچک (ارمنی: ՎԱՐԴԱՆ ՄԱՄԻԿՈՆՅԱՆ Փոքր) فرمانده نظامی ارمنی و مرزبان ارمنستان ساسانی بود. او پس از گولون مهران و پیش از تهم‌خسرو این مقام را بر عهده داشت.